# Liste von Bakterien in der Lebensmittelherstellung
Diese unvollständige Liste führt lebensmittelmikrobiologische Bakterien. Bakterien des Verderbs von Lebensmitteln sind nicht in dieser Liste. Pilze der Lebensmittelherstellung sind in der Liste von Pilzen in der Lebensmittelherstellung aufgeführt.

## Liste
| Mikroorganismus                                      | Lebensmittel oder Verarbeitung  | Einzelnachweise                |
| ---------------------------------------------------- | ------------------------------- | ------------------------------ |
| Acetobacter aceti                                    | Schokolade                      | [ 1 ]                          |
| Acetobacter aceti                                    | Essig                           | [ 2 ]                          |
| Acetobacter fabarum                                  | Schokolade                      | [ 2 ]                          |
| Acetobacter fabarum                                  | Kaffee                          | [ 2 ]                          |
| Acetobacter lovaniensis                              | Gemüse                          | [ 2 ]                          |
| Acetobacter malorum                                  | Essig                           | [ 2 ]                          |
| Acetobacter orientalis                               | Gemüse                          | [ 2 ]                          |
| Acetobacter pasteurianus                             | Schokolade                      | [ 1 ] [ 2 ]                    |
| Acetobacter pasteurianus                             | Essig                           | [ 2 ]                          |
| Acetobacter pomorum                                  | Essig                           | [ 2 ]                          |
| Acetobacter syzygii                                  | Schokolade                      | [ 2 ]                          |
| Acetobacter syzygii                                  | Essig                           | [ 2 ]                          |
| Acetobacter tropicalis                               | Schokolade                      | [ 2 ]                          |
| Acetobacter tropicalis                               | Kaffee                          | [ 2 ]                          |
| Arthrobacter arilaitensis                            | Rotschmiere-Käse                | [ 2 ] [ 3 ]                    |
| Arthrobacter bergerei                                | Rotschmiere-Käse                | [ 2 ]                          |
| Arthrobacter globiformis                             | Rotschmiere-Käse                | [ 2 ] [ 3 ] [ 4 ]              |
| Arthrobacter nicotianae                              | oberflächengereifter Käse       | [ 2 ] [ 3 ]                    |
| Arthrobacter nicotianae                              | Tilsiter                        | [ 3 ]                          |
| Arthrobacter variabilis                              | Rotschmiere-Käse                | [ 3 ]                          |
| Bacillus cereus                                      | Schokolade                      | [ 1 ]                          |
| Bacillus coagulans                                   | Schokolade                      | [ 5 ]                          |
| Bacillus coagulans                                   | Probiotikum                     | [ 4 ]                          |
| Bacillus licheniformis                               | Schokolade                      | [ 1 ]                          |
| Bacillus pumilus                                     | Schokolade                      | [ 1 ]                          |
| Bacillus stearothermophilus                          | Schokolade                      | [ 1 ]                          |
| Bacillus subtilis                                    | Schokolade                      | [ 1 ]                          |
| Bacillus subtilis                                    | Nattō                           | [ 2 ]                          |
| Bifidobacterium adolescentis                         | Joghurt                         | [ 2 ] [ 6 ] [ 4 ]              |
| Bifidobacterium animalis                             | Milchprodukte                   | [ 2 ] [ 4 ]                    |
| Bifidobacterium bifidum                              | Milchprodukte                   | [ 2 ] [ 6 ] [ 4 ]              |
| Bifidobacterium breve                                | Milchprodukte                   | [ 2 ] [ 6 ] [ 4 ]              |
| Bifidobacterium breve                                | Soja                            | [ 2 ]                          |
| Bifidobacterium infantis                             | Milchprodukte                   | [ 6 ] [ 4 ]                    |
| Bifidobacterium lactis                               | Milchprodukte                   | [ 6 ] [ 4 ]                    |
| Bifidobacterium longum                               | Milchprodukte                   | [ 2 ] [ 6 ] [ 4 ]              |
| Bifidobacterium pseudolongum                         | Milchprodukte                   | [ 2 ] [ 4 ]                    |
| Bifidobacterium thermophilum                         | Milchprodukte                   | [ 2 ]                          |
| Brachybacterium alimentarium                         | Beaufort Käse                   | [ 7 ] [ 8 ]                    |
| Brachybacterium alimentarium                         | Greyerzer                       | [ 7 ] [ 2 ] [ 8 ]              |
| Brachybacterium tyrofermentans                       | Beaufort Käse                   | [ 7 ]                          |
| Brachybacterium tyrofermentans                       | Greyerzer                       | [ 7 ]                          |
| Brevibacterium aurantiacum                           | Rotschmiere-Käse                | [ 2 ] [ 8 ]                    |
| Brevibacterium casei                                 | Rotschmiere-Käse                | [ 2 ] [ 3 ] [ 8 ] [ 4 ]        |
| Brevibacterium linens                                | Rotschmiere-Käse                | [ 2 ] [ 9 ] [ 10 ] [ 8 ] [ 4 ] |
| Carnobacterium divergens                             | Käse                            | [ 2 ]                          |
| Carnobacterium divergens                             | fermentierter Fisch             | [ 2 ]                          |
| Carnobacterium divergens                             | Fleisch                         | [ 2 ] [ 8 ]                    |
| Carnobacterium maltaromaticum                        | Milchprodukte                   | [ 2 ]                          |
| Carnobacterium piscicola                             | Fleisch                         | [ 2 ] [ 8 ]                    |
| Corynebacterium ammoniagenes                         | Käse                            | [ 2 ] [ 4 ]                    |
| Corynebacterium casei                                | Rotschmiere-Käse                | [ 2 ] [ 3 ] [ 8 ]              |
| Corynebacterium flavescens                           | Käse                            | [ 2 ] [ 4 ]                    |
| Corynebacterium variabile                            | Rotschmiere-Käse                | [ 2 ] [ 8 ]                    |
| Enterococcus faecalis                                | Käse                            | [ 2 ] [ 4 ]                    |
| Enterococcus faecalis                                | Milchprodukte                   | [ 8 ] [ 4 ]                    |
| Enterococcus faecalis                                | Schinken                        | [ 2 ]                          |
| Enterococcus faecalis                                | Miso                            | [ 2 ]                          |
| Enterococcus faecalis                                | Pickle                          | [ 2 ]                          |
| Enterococcus faecalis                                | Sojasauce                       | [ 2 ]                          |
| Enterococcus faecium                                 | Manchego Käse                   | [ 11 ]                         |
| Enterococcus faecium                                 | Schinken                        | [ 2 ]                          |
| Enterococcus faecium                                 | Miso                            | [ 2 ]                          |
| Enterococcus faecium                                 | Pickle                          | [ 2 ]                          |
| Enterococcus faecium                                 | Sojasauce                       | [ 2 ]                          |
| Gluconacetobacter azotocaptans                       | Schokolade                      | [ 2 ]                          |
| Gluconacetobacter azotocaptans                       | Kaffee                          | [ 2 ]                          |
| Gluconacetobacter diazotrophicus                     | Schokolade                      | [ 2 ]                          |
| Gluconacetobacter diazotrophicus                     | Kaffee                          | [ 2 ]                          |
| Gluconacetobacter entanii                            | Essig                           | [ 2 ]                          |
| Gluconacetobacter europaeus                          | Essig                           | [ 2 ]                          |
| Gluconacetobacter hansenii                           | Essig                           | [ 2 ]                          |
| Gluconacetobacter johannae                           | Schokolade                      | [ 2 ]                          |
| Gluconacetobacter johannae                           | Kaffee                          | [ 2 ]                          |
| Gluconacetobacter oboediens                          | Essig                           | [ 2 ]                          |
| Gluconacetobacter xylinus                            | Essig                           | [ 2 ]                          |
| Gluconobacter oxydans                                | Schokolade                      | [ 1 ]                          |
| Hafnia alvei                                         | Käse                            | [ 2 ] [ 4 ]                    |
| Halomonas elongata                                   | Schinken, Speck                 | [ 2 ] [ 8 ] [ 4 ]              |
| Kocuria rhizophila                                   | Käse                            | [ 2 ]                          |
| Kocuria rhizophila                                   | Fleisch                         | [ 2 ]                          |
| Kocuria varians                                      | Milchprodukte                   | [ 2 ] [ 4 ]                    |
| Kocuria varians                                      | Wurst                           | [ 2 ] [ 4 ]                    |
| Lactobacillus acetotolerans                          | Früchte                         | [ 2 ]                          |
| Lactobacillus acetotolerans                          | Gemüse                          | [ 2 ]                          |
| Lactobacillus acidifarinae                           | Sauerteigbrot                   | [ 2 ]                          |
| Lactobacillus acidipiscis                            | Milchprodukte                   | [ 2 ]                          |
| Lactobacillus acidipiscis                            | fermentierter Fisch             | [ 2 ]                          |
| Lactobacillus acidophilus                            | Gemüse                          | [ 2 ]                          |
| Lactobacillus acidophilus                            | Joghurt                         | [ 2 ] [ 4 ]                    |
| Lactobacillus alimentarius                           | fermentierter Fisch             | [ 2 ]                          |
| Lactobacillus alimentarius                           | fermentierte Wurst              | [ 2 ] [ 4 ]                    |
| Lactobacillus amylovorus                             | Brot                            | [ 4 ]                          |
| Lactobacillus brevis                                 | Canestrato Pugliese Käse        | [ 11 ]                         |
| Lactobacillus brevis                                 | Brot                            | [ 4 ]                          |
| Lactobacillus brevis                                 | Gemüse                          | [ 2 ]                          |
| Lactobacillus brevis ssp. linens                     | Kefir                           | [ 2 ]                          |
| Lactobacillus buchneri                               | Brot                            | [ 2 ]                          |
| Lactobacillus buchneri                               | Wein                            | [ 2 ] [ 4 ]                    |
| Lactobacillus cacaonum                               | Schokolade                      | [ 2 ]                          |
| Lactobacillus casei                                  | Idiazábal-Käse                  | [ 11 ]                         |
| Lactobacillus casei                                  | Manchego Käse                   | [ 11 ]                         |
| Lactobacillus casei                                  | Roncal-Käse                     | [ 11 ]                         |
| Lactobacillus casei                                  | Joghurt                         | [ 2 ] [ 9 ]                    |
| Lactobacillus casei ssp. pseudoplantarum             | Grana Padano Käse               | [ 11 ]                         |
| Lactobacillus casei ssp. pseudoplantarum             | Parmigiano-Reggiano Käse        | [ 11 ]                         |
| Lactobacillus cellobiosus                            | Schokolade                      | [ 12 ]                         |
| Lactobacillus collinoides                            | Cider                           | [ 2 ]                          |
| Lactobacillus composti                               | Shōchū                          | [ 2 ]                          |
| Lactobacillus coryniformis                           | Käse                            | [ 2 ]                          |
| Lactobacillus crispatus                              | Sauerteigbrot                   | [ 2 ]                          |
| Lactobacillus curvatus                               | Cacio di Fossa Käse             | [ 11 ]                         |
| Lactobacillus curvatus                               | Canestrato Pugliese Käse        | [ 11 ]                         |
| Lactobacillus curvatus                               | Pecorino Romano Käse            | [ 11 ]                         |
| Lactobacillus curvatus                               | Pecorino Sardo Käse             | [ 11 ]                         |
| Lactobacillus curvatus                               | Wurst                           | [ 2 ] [ 9 ]                    |
| Lactobacillus delbrueckii                            | Gemüse                          | [ 2 ]                          |
| Lactobacillus delbrueckii ssp. bulgaricus            | Käse                            | [ 2 ] [ 9 ]                    |
| Lactobacillus delbrueckii ssp. bulgaricus            | Joghurt                         | [ 2 ] [ 9 ] [ 4 ]              |
| Lactobacillus delbrueckii ssp. delbrueckii           | Berliner Weisse                 |                                |
| Lactobacillus delbrueckii ssp. lactis                | Pecorino Romano Käse            | [ 11 ]                         |
| Lactobacillus dextrinicus                            | Fleisch                         | [ 2 ]                          |
| Lactobacillus diolivorans                            | Chicha                          | [ 2 ]                          |
| Lactobacillus fabifermentans                         | Schokolade                      | [ 2 ]                          |
| Lactobacillus farciminis                             | fermentierter Fisch             | [ 2 ]                          |
| Lactobacillus farciminis                             | Sauerteig                       | [ 4 ]                          |
| Lactobacillus farciminis                             | Soja                            | [ 2 ]                          |
| Lactobacillus fermentum                              | Schokolade                      | [ 1 ] [ 2 ]                    |
| Lactobacillus fermentum                              | Pecorino Romano Käse            | [ 11 ]                         |
| Lactobacillus fermentum                              | Sauerteigbrot                   | [ 2 ]                          |
| Lactobacillus gasseri                                | Milchprodukte                   | [ 6 ] [ 4 ]                    |
| Lactobacillus gasseri                                | Sauerteigbrot                   | [ 2 ]                          |
| Lactobacillus ghanensis                              | Schokolade                      | [ 2 ]                          |
| Lactobacillus Hammesii                               | Sauerteigbrot                   | [ 2 ]                          |
| Lactobacillus harbinensis                            | Gemüse                          | [ 2 ]                          |
| Lactobacillus helveticus                             | Käse                            | [ 2 ] [ 9 ] [ 4 ]              |
| Lactobacillus helveticus                             | Gemüse                          | [ 2 ]                          |
| Lactobacillus hilgardii                              | Schokolade                      | [ 1 ]                          |
| Lactobacillus hilgardii                              | Wein                            | [ 2 ] [ 4 ]                    |
| Lactobacillus homohiochii                            | Sake                            | [ 2 ]                          |
| Lactobacillus homohiochii                            | Sauerteigbrot                   | [ 2 ]                          |
| Lactobacillus jensenii                               | Brot                            | [ 2 ]                          |
| Lactobacillus johnsonii                              | Milchprodukte                   | [ 6 ] [ 4 ]                    |
| Lactobacillus johnsonii                              | Sauerteigbrot                   | [ 2 ]                          |
| Lactobacillus kefiranofaciens                        | Kefir                           | [ 2 ]                          |
| Lactobacillus kefiri                                 | Kefir                           | [ 2 ] [ 4 ]                    |
| Lactobacillus kimchii                                | Kimchi                          | [ 2 ]                          |
| Lactobacillus kisonensis                             | Pickle                          | [ 2 ]                          |
| Lactobacillus kunkeei                                | Wein                            | [ 13 ]                         |
| Lactobacillus mali                                   | Cider                           | [ 13 ]                         |
| Lactobacillus mali                                   | Rum                             | [ 13 ]                         |
| Lactobacillus mali                                   | Wein                            | [ 13 ]                         |
| Lactobacillus manihotivorans                         | Cassava                         | [ 13 ]                         |
| Lactobacillus mindensis                              | Sauerteigbrot                   | [ 2 ]                          |
| Lactobacillus mucosae                                | Sauerteigbrot                   | [ 2 ]                          |
| Lactobacillus nagelii                                | Wein                            | [ 13 ]                         |
| Lactobacillus namuresis                              | Sauerteigbrot                   | [ 2 ]                          |
| Lactobacillus nantesis                               | Sauerteigbrot                   | [ 2 ]                          |
| Lactobacillus nodensis                               | Milchprodukte                   | [ 2 ]                          |
| Lactobacillus oeni                                   | Wein                            | [ 2 ]                          |
| Lactobacillus otakiensis                             | Pickle                          | [ 2 ]                          |
| Lactobacillus panis                                  | Sauerteigbrot                   | [ 2 ]                          |
| Lactobacillus parabrevis                             | Käse                            | [ 2 ]                          |
| Lactobacillus parabrevis                             | Kefir                           | [ 2 ]                          |
| Lactobacillus parabrevis                             | Gemüse                          | [ 2 ]                          |
| Lactobacillus parabuchneri                           | Sauerteigbrot                   | [ 2 ]                          |
| Lactobacillus paracasei                              | Milchprodukte                   | [ 2 ] [ 4 ]                    |
| Lactobacillus paracasei                              | Fleisch                         | [ 2 ]                          |
| Lactobacillus paracasei ssp. paracasei               | Cacio di Fossa Käse             | [ 11 ]                         |
| Lactobacillus paracasei ssp. paracasei               | Canestrato Pugliese Käse        | [ 11 ]                         |
| Lactobacillus paracasei ssp. paracasei               | Pecorino Sardo Käse             | [ 11 ]                         |
| Lactobacillus paraKefiri                             | Kefir                           | [ 2 ]                          |
| Lactobacillus paralimentarius                        | Sauerteigbrot                   | [ 2 ]                          |
| Lactobacillus paraplantarum                          | Käse                            | [ 2 ]                          |
| Lactobacillus paraplantarum                          | Gemüse                          | [ 2 ]                          |
| Lactobacillus pentosus                               | Canestrato Pugliese Käse        | [ 11 ]                         |
| Lactobacillus pentosus                               | fermentierter Fisch und Fleisch | [ 2 ] [ 4 ]                    |
| Lactobacillus pentosus                               | Früchte                         | [ 2 ]                          |
| Lactobacillus pentosus                               | Wein                            | [ 2 ]                          |
| Lactobacillus perolens                               | Käse                            | [ 2 ]                          |
| Lactobacillus perolens                               | Gemüse                          | [ 2 ]                          |
| Lactobacillus plantarum                              | Cacio di Fossa Käse             | [ 11 ]                         |
| Lactobacillus plantarum                              | Canestrato Pugliese Käse        | [ 11 ]                         |
| Lactobacillus plantarum                              | Schokolade                      | [ 12 ]                         |
| Lactobacillus plantarum                              | Idiazábal-Käse                  | [ 11 ]                         |
| Lactobacillus plantarum                              | Manchego Käse                   | [ 11 ]                         |
| Lactobacillus plantarum                              | Pecorino Romano Käse            | [ 11 ]                         |
| Lactobacillus plantarum                              | Roncal-Käse                     | [ 11 ]                         |
| Lactobacillus plantarum                              | Wurst                           | [ 9 ]                          |
| Lactobacillus plantarum                              | Gemüse                          | [ 2 ] [ 9 ] [ 4 ]              |
| Lactobacillus pobuzihii                              | Früchte                         | [ 2 ]                          |
| Lactobacillus pontis                                 | Sauerteigbrot                   | [ 2 ]                          |
| Lactobacillus rapi                                   | Gemüse                          | [ 2 ]                          |
| Lactobacillus reuteri                                | Sauerteigbrot                   | [ 2 ]                          |
| Lactobacillus rhamnosus                              | Grana Padano Käse               | [ 11 ]                         |
| Lactobacillus rhamnosus                              | Parmigiano-Reggiano Käse        | [ 11 ]                         |
| Lactobacillus rhamnosus                              | Fleisch                         | [ 2 ]                          |
| Lactobacillus rhamnosus                              | Gemüse                          | [ 2 ]                          |
| Lactobacillus rossiae                                | Sauerteigbrot                   | [ 2 ]                          |
| Lactobacillus Sakei                                  | Sake                            | [ 2 ]                          |
| Lactobacillus Sakei                                  | Wurst                           | [ 2 ] [ 9 ] [ 4 ]              |
| Lactobacillus salivarius                             | Milchprodukte                   | [ 2 ] [ 4 ]                    |
| Lactobacillus sanfranciscensis                       | Sauerteigbrot                   | [ 2 ] [ 9 ]                    |
| Lactobacillus satsumensis                            | Shōchū                          | [ 2 ]                          |
| Lactobacillus secaliphilus                           | Sauerteigbrot                   | [ 2 ]                          |
| Lactobacillus senmaizukei                            | Pickle                          | [ 2 ]                          |
| Lactobacillus siliginis                              | Sauerteigbrot                   | [ 2 ]                          |
| Lactobacillus similis                                | Rum                             | [ 2 ]                          |
| Lactobacillus spicheri                               | Sauerteigbrot                   | [ 2 ]                          |
| Lactobacillus suebicus                               | Früchte                         | [ 2 ]                          |
| Lactobacillus spp.                                   | Butter                          | [ 10 ]                         |
| Lactobacillus spp.                                   | Oliven                          | [ 10 ]                         |
| Lactobacillus sunkii                                 | Pickle                          | [ 2 ]                          |
| Lactobacillus tucceti                                | Milchprodukte                   | [ 2 ]                          |
| Lactobacillus tucceti                                | Wurst                           | [ 2 ]                          |
| Lactobacillus vaccinostercus                         | Früchte                         | [ 2 ]                          |
| Lactobacillus vaccinostercus                         | Gemüse                          | [ 2 ]                          |
| Lactobacillus versmoldesis                           | Wurst                           | [ 2 ]                          |
| Lactobacillus yamanashiensis                         | Cider                           | [ 2 ]                          |
| Lactobacillus yamanashiensis                         | Wein                            | [ 2 ]                          |
| Lactococcus lactis                                   | Buttermilch                     | [ 2 ]                          |
| Lactococcus lactis                                   | Schokolade                      | [ 1 ]                          |
| Lactococcus lactis ssp. cremoris                     | Cheddar-Käse                    | [ 11 ]                         |
| Lactococcus lactis ssp. lactis                       | Käse                            | [ 9 ] [ 10 ] [ 4 ]             |
| Lactococcus raffinolactis                            | Käse                            | [ 2 ] [ 8 ]                    |
| Lactococcus spp.                                     | Butter                          | [ 10 ]                         |
| Leuconostoc carnosum                                 | Fleisch                         | [ 2 ]                          |
| Leuconostoc citreum                                  | Käse                            | [ 2 ]                          |
| Leuconostoc citreum                                  | fermentierter Fisch             | [ 2 ]                          |
| Leuconostoc fallax                                   | Sauerkraut                      | [ 2 ]                          |
| Leuconostoc holzapfelii                              | Kaffee                          | [ 2 ]                          |
| Leuconostoc inhae                                    | Kimchi                          | [ 2 ]                          |
| Leuconostoc Kimchii                                  | Kimchi                          | [ 2 ]                          |
| Leuconostoc lactis                                   | Käse                            | [ 2 ] [ 9 ] [ 6 ] [ 4 ]        |
| Leuconostoc mesenteroides                            | Schokolade                      | [ 1 ]                          |
| Leuconostoc mesenteroides                            | Gemüse                          | [ 2 ]                          |
| Leuconostoc mesenteroides ssp. cremoris              | Käse                            | [ 4 ]                          |
| Leuconostoc mesenteroides ssp. cremoris              | Gemüse                          | [ 2 ] [ 9 ]                    |
| Leuconostoc mesenteroides ssp. dextranicum           | Butter                          | [ 2 ] [ 6 ]                    |
| Leuconostoc mesenteroides ssp. dextranicum           | Idiazábal-Käse                  | [ 11 ]                         |
| Leuconostoc mesenteroides ssp. dextranicum           | Roncal-Käse                     | [ 11 ]                         |
| Leuconostoc mesenteroides ssp. mesenteroides         | Idiazábal-Käse                  | [ 11 ]                         |
| Leuconostoc mesenteroides ssp. mesenteroides         | Roncal-Käse                     | [ 11 ]                         |
| Leuconostoc palmae                                   | Palmwein                        | [ 2 ]                          |
| Leuconostoc pseudomesenteroides                      | Butter                          | [ 2 ] [ 6 ]                    |
| Leuconostoc pseudomesenteroides                      | Buttermilch                     | [ 2 ] [ 6 ]                    |
| Leuconostoc pseudomesenteroides                      | Saure Sahne                     | [ 2 ] [ 6 ]                    |
| Leuconostoc spp.                                     | Butter                          | [ 10 ]                         |
| Leuconostoc spp.                                     | Oliven                          | [ 10 ]                         |
| Leuconostoc spp.                                     | Wein                            | [ 10 ]                         |
| Macrococcus caseolyticus                             | Käse                            | [ 2 ]                          |
| Macrococcus caseolyticus                             | Wurst                           | [ 2 ]                          |
| Microbacterium gubbeenense                           | Limburger                       | [ 3 ]                          |
| Microbacterium gubbeenense                           | Rotschmiere-Käse                | [ 2 ] [ 3 ] [ 8 ]              |
| Microbacterium gubbeenense                           | Tilsiter                        | [ 3 ]                          |
| Micrococcus luteus                                   | Käse                            | [ 2 ] [ 8 ]                    |
| Micrococcus lylae                                    | Androlla-Wurst                  | [ 2 ] [ 9 ] [ 8 ]              |
| Oenococcus oeni                                      | Wein                            | [ 2 ] [ 9 ] [ 10 ] [ 4 ]       |
| Pediococcus acidilactici                             | Wurst                           | [ 2 ] [ 9 ] [ 10 ]             |
| Pediococcus acidilactici                             | Gemüse                          | [ 9 ] [ 10 ]                   |
| Pediococcus acidilactici                             | Fleisch                         | [ 4 ]                          |
| Propionibacterium acidipropionici                    | Käse                            | [ 2 ]                          |
| Propionibacterium acidipropionici                    | Fleisch                         | [ 4 ]                          |
| Pediococcus cerevisiae                               | Berliner Weisse                 |                                |
| Pediococcus pentosaceus                              | Wurst                           | [ 2 ] [ 9 ] [ 10 ] [ 4 ]       |
| Propionibacterium freudenreichii ssp. freudenreichii | Milchprodukte                   | [ 2 ] [ 10 ]                   |
| Propionibacterium freudenreichii ssp. shermanii      | Emmentaler Käse                 | [ 2 ] [ 9 ] [ 10 ] [ 4 ]       |
| Propionibacterium jensenii                           | Käse                            | [ 2 ]                          |
| Propionibacterium thoenii                            | Käse                            | [ 2 ]                          |
| Staphylococcus carnosus                              | Käse                            | [ 3 ]                          |
| Staphylococcus carnosus ssp. carnosus                | Wurst                           | [ 2 ] [ 9 ] [ 4 ]              |
| Staphylococcus condimenti                            | Soja                            | [ 2 ]                          |
| Staphylococcus equorum                               | Fleisch                         | [ 2 ]                          |
| Staphylococcus equorum ssp. linens                   | Käse                            | [ 2 ] [ 3 ] [ 4 ]              |
| Staphylococcus fleurettii                            | Käse                            | [ 2 ]                          |
| Staphylococcus piscifermentans                       | fermentierter Fisch             | [ 2 ]                          |
| Staphylococcus saphrophyticus                        | Harzer Käse                     | [ 3 ]                          |
| Staphylococcus sciuri ssp. carnaticus                | Käse                            | [ 2 ] [ 4 ]                    |
| Staphylococcus succinus                              | Milchprodukte                   | [ 2 ]                          |
| Staphylococcus succinus                              | Fleisch                         | [ 2 ]                          |
| Staphylococcus vitulinus                             | Käse                            | [ 2 ]                          |
| Staphylococcus vitulinus                             | Fleisch                         | [ 2 ] [ 4 ]                    |
| Staphylococcus warneri                               | Fleisch                         | [ 2 ]                          |
| Staphylococcus xylosus                               | Käse                            | [ 2 ] [ 3 ] [ 4 ]              |
| Staphylococcus xylosus                               | Fleisch                         | [ 4 ]                          |
| Streptococcus gallolyticus                           | Käse                            | [ 2 ] [ 8 ]                    |
| Streptococcus salivarius                             | Joghurt                         | [ 4 ]                          |
| Streptococcus thermophilus                           | Käse                            | [ 2 ] [ 9 ] [ 4 ]              |
| Streptococcus thermophilus                           | Joghurt                         | [ 9 ] [ 10 ] [ 4 ]             |
| Tetragenococcus halophilus                           | Miso                            | [ 2 ]                          |
| Tetragenococcus halophilus                           | Sojasauce                       | [ 2 ] [ 9 ]                    |
| Tetragenococcus koreensis                            | Kimchi                          | [ 2 ]                          |
| Weissella beninensis                                 | Cassava                         | [ 2 ]                          |
| Weissella cibaria                                    | Kimchi                          | [ 2 ]                          |
| Weissella fabaria                                    | Schokolade                      | [ 2 ]                          |
| Weissella ghanesis                                   | Schokolade                      | [ 2 ]                          |
| Weissella koreensis                                  | Kimchi                          | [ 2 ]                          |
| Weissella paramesenteroides                          | Wurst                           | [ 2 ]                          |
| Weissella thailandesis                               | fermentierter Fisch             | [ 2 ]                          |
| Zymomonas mobilis                                    | Palmwein                        | [ 2 ]                          |
| Zymomonas mobilis                                    | Pulque                          | [ 2 ] [ 8 ]                    |